# Breda (gemeente)
Breda (uitspraakⓘ) is een gemeente in de provincie Noord-Brabant in Nederland. De hoofdplaats van deze gemeente is de stad Breda.

## Symboliek
- Het wapen van Breda bestaat uit drie witte Andreaskruisen, twee boven en één in het midden eronder in een rood schild. Het schild wordt van achter vastgehouden door een engel en aan de zijkanten twee gouden leeuwen. Het geheel rust op een burcht (zie infobox rechtsboven). Het Andreas- of schuinkruis is het oudste gedragen hertogelijke ambtsteken in Brabant, speciaal gedragen door zogenoemde 'kasteleins'. Sinds 1203 voerde de heer van Breda in drievoud als heerlijke versie dit teken.[1]
- De vlag van Breda heeft een rode achtergrond met de drie witte Andreaskruisen.
- De lokale stadshymne van Breda is sinds 1991 De Paarse Heide.

## Geschiedenis
De gemeente Breda omvatte oorspronkelijk enkel de stad Breda binnen de vestinggordel. De oppervlakte hiervan besloeg slechts 30 ha. In 1869 werd de vesting geslecht. Hoewel Breda al in 1870 annexatieplannen had met betrekking tot het omliggende gebied, werden deze niet ingewilligd. Pas in 1927 werd een deel van de gemeente Teteringen geannexeerd om daar woningen op te bouwen. Ook een deel van Princenhage werd toen ingelijfd.
In 1942 werd de gemeente uitgebreid met een gedeelte van het grondgebied van de gemeenten Ginneken en Bavel (kern Ginneken) en het zuidelijk deel van Princenhage. Het restant van deze twee gemeenten dat niet bij Breda werd gevoegd, werd ingedeeld bij de gemeenten Nieuw-Ginneken en Prinsenbeek. In 1997 vond een annexatieronde plaats waarbij de gemeenten Nieuw-Ginneken, Prinsenbeek en de gemeente Teteringen bij Breda zijn gevoegd.

## Geografie

### Woonplaatsen
| Woonplaats (BAG) | Inwoners 2023 | Inwoners 2010 |
| ---------------- | ------------- | ------------- |
| Breda            | 151.765       | 142.270       |
| Prinsenbeek      | 12.330        | 11.485        |
| Bavel            | 8.535         | 8.020         |
| Teteringen       | 8.850         | 6.845         |
| Ulvenhout        | 5.025         | 4.680         |

De stad is onderverdeeld in een aantal wijken:

### Aangrenzende gemeenten
| Aangrenzende gemeenten | Aangrenzende gemeenten | Aangrenzende gemeenten | Aangrenzende gemeenten | Aangrenzende gemeenten |
| ---------------------- | ---------------------- | ---------------------- | ---------------------- | ---------------------- |
| Moerdijk               |                        | Drimmelen              |                        | Oosterhout             |
|                        |                        |                        |                        |                        |
| Etten-Leur             | Gilze en Rijen         |                        |                        |                        |
|                        |                        |                        |                        |                        |
| Zundert                |                        | Hoogstraten (B)        |                        | Alphen-Chaam           |

Voor West-Brabant heeft de stad een regiofunctie.
Dichtstbijzijnde grote steden zijn in Nederland Tilburg, Roosendaal, Dordrecht en Bergen op Zoom en over de grens Antwerpen en Turnhout.
Breda - als Nassaustad oorspronkelijk (vanaf 1530) ook de thuisbasis van de  prinsen van Oranje - ligt precies tussen Holland en Vlaanderen, halverwege de lijnen Rotterdam-Antwerpen, Rotterdam-Eindhoven, (elk ca 50 km) Vlissingen-Nijmegen en Amsterdam-Brussel (elk ca 100 km).

## Demografie

### Inwonertal
In 1927, 1942 en 1997 vonden annexaties plaats en breidde Breda zich verder uit. In 1940 telde Breda ruim 50.000 inwoners. Halverwege de jaren vijftig was het aantal verdubbeld.
Breda is wat aantal inwoners betreft de negende gemeente van Nederland. Per 1 januari 2024 had de gemeente een bevolking van 188.217 inwoners. De hele agglomeratie Breda telt ongeveer 272.000 mensen.

## Topografie
Topografische kaart van de gemeente Breda, per september 2022.

## Bezienswaardigheden en cultuur

### Monumenten en beelden
In de gemeente zijn er een aantal rijksmonumenten en oorlogsmonumenten, zie:
- Lijst van rijksmonumenten in Breda (gemeente)
- Lijst van rijksmonumenten in Breda (plaats)
- Lijst van oorlogsmonumenten in Breda

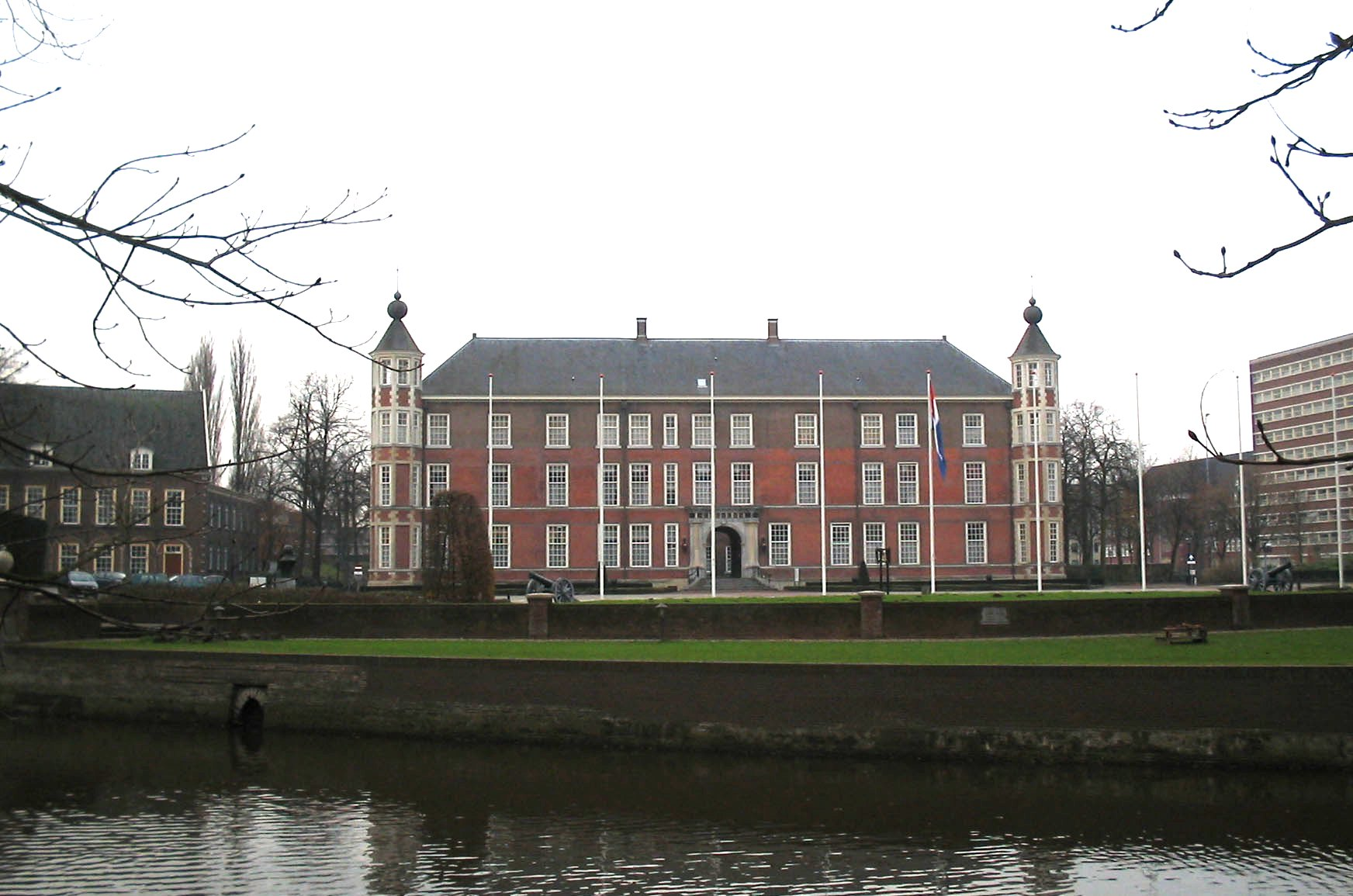
Kasteel van Breda

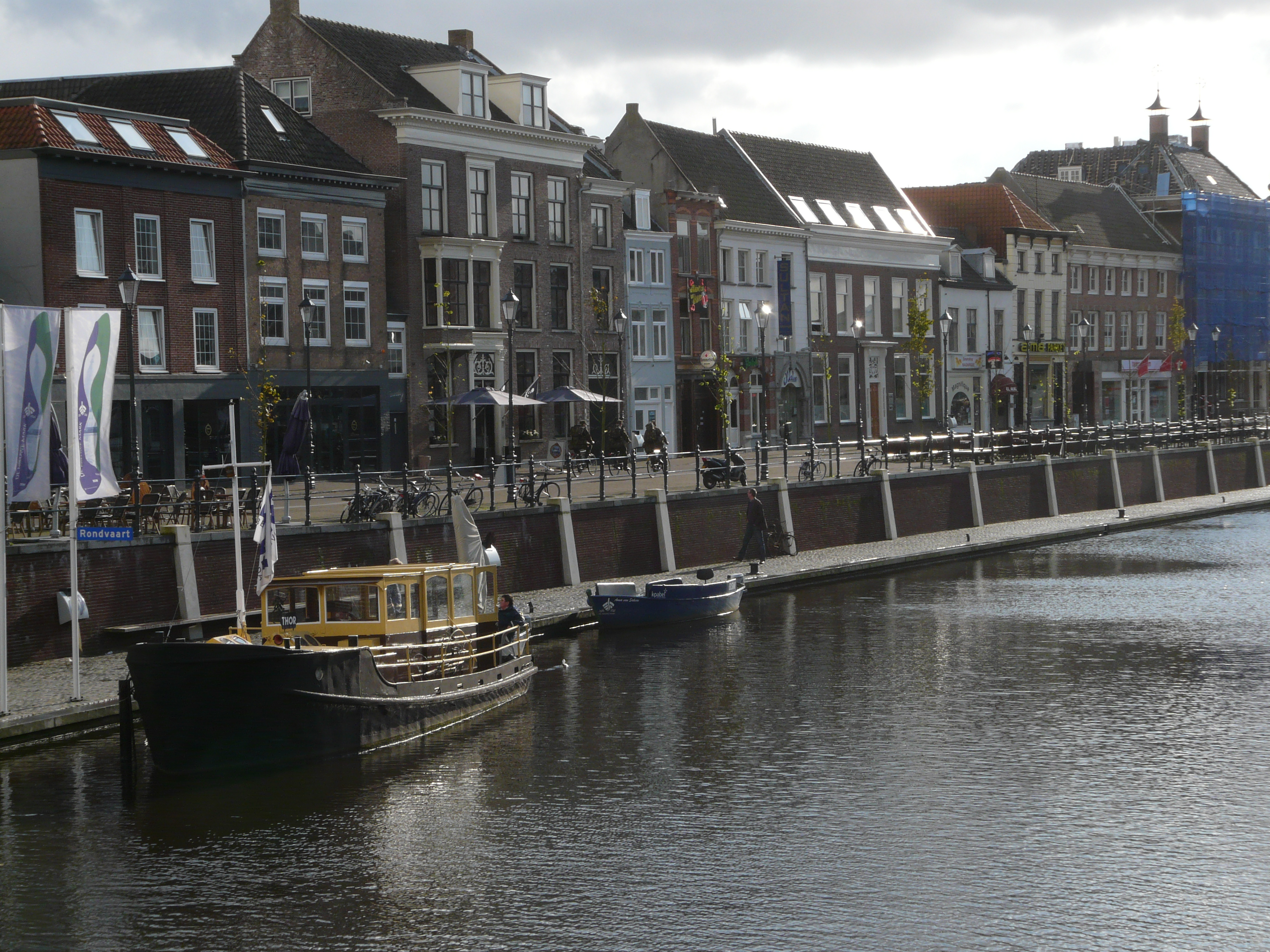
Haven

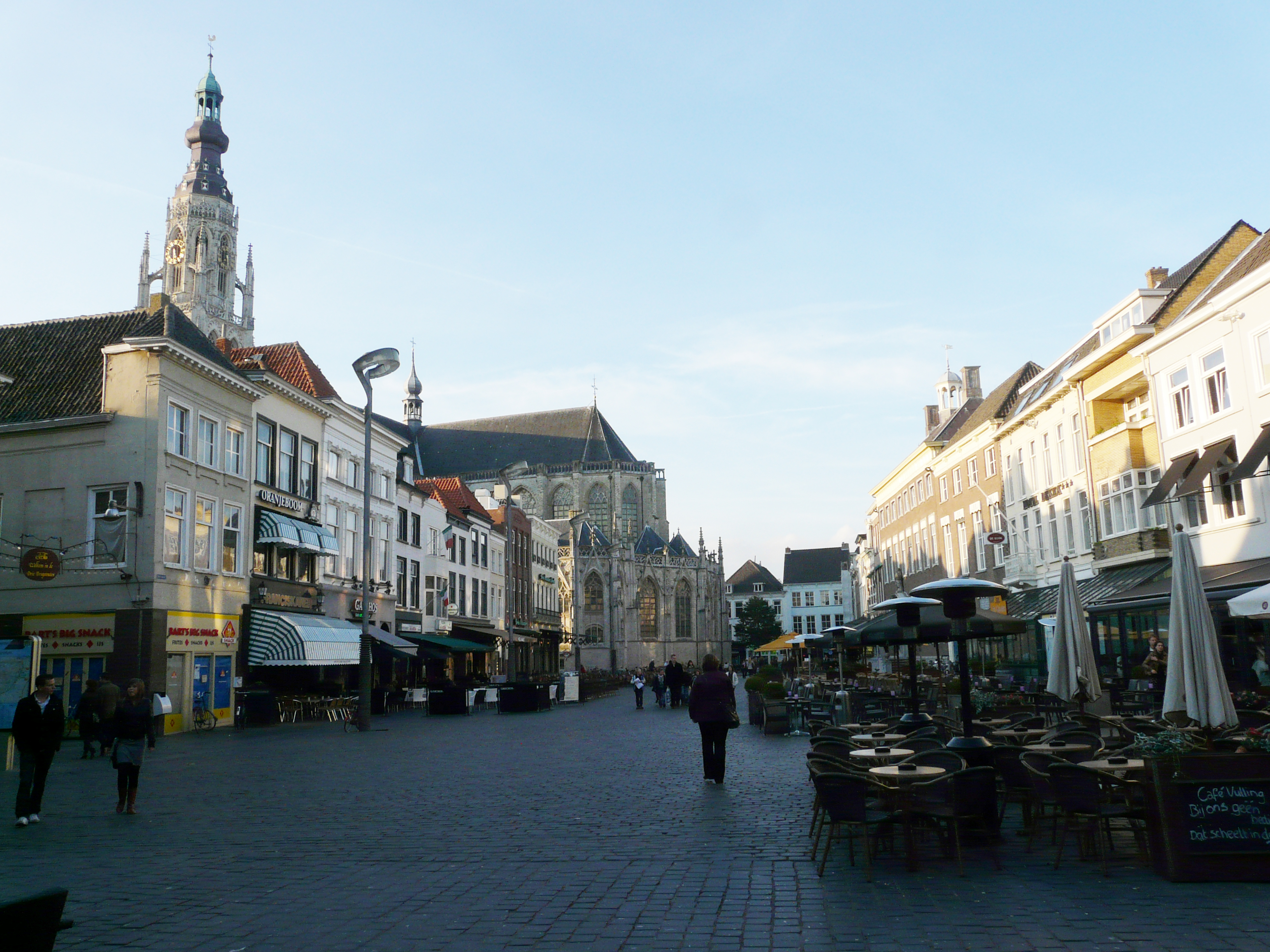
Grote Markt

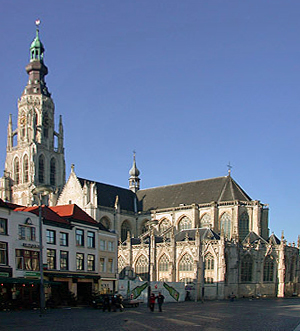
Grote Kerk

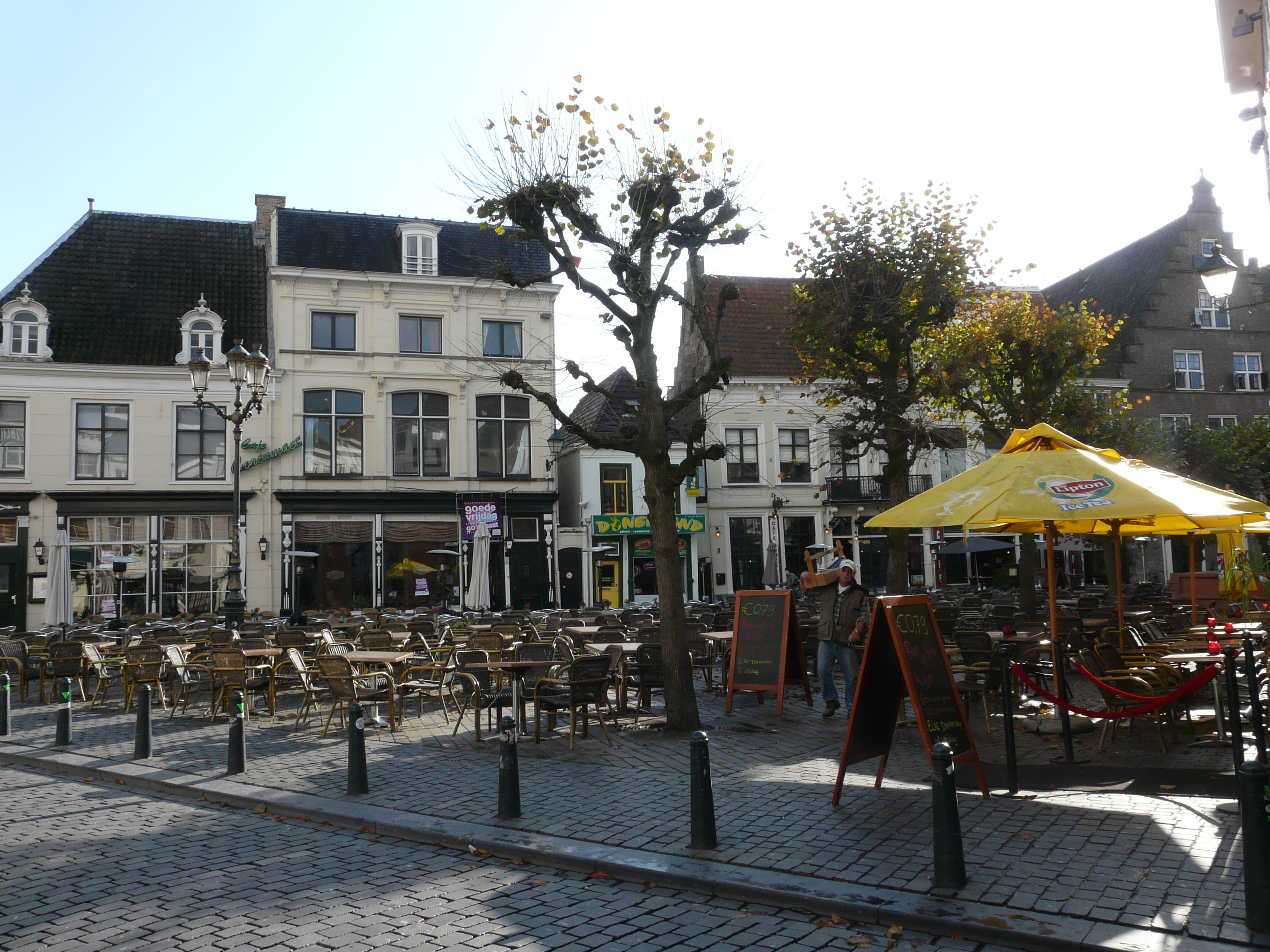
Havermarkt

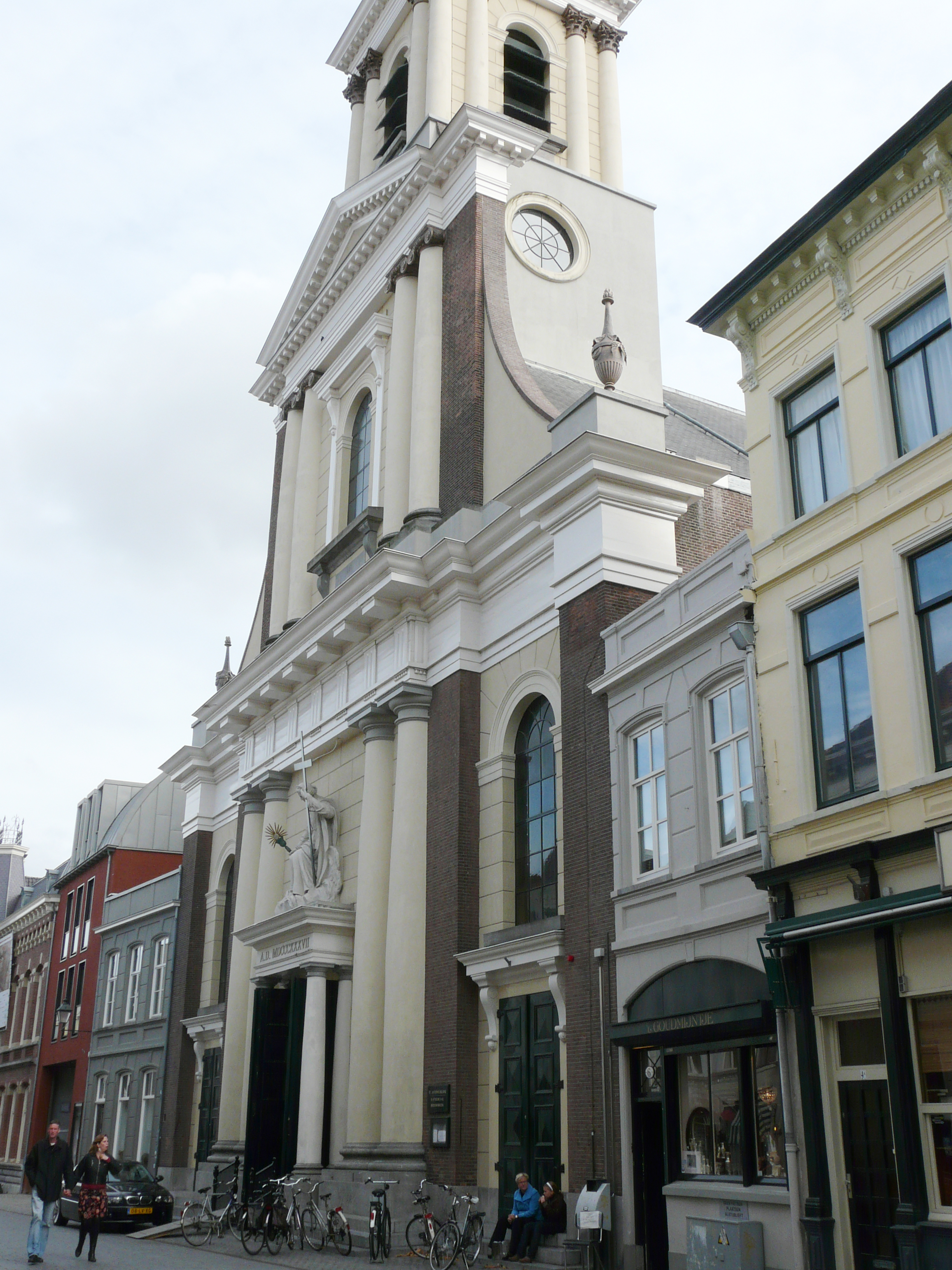
Sint-Antoniuskathedraal

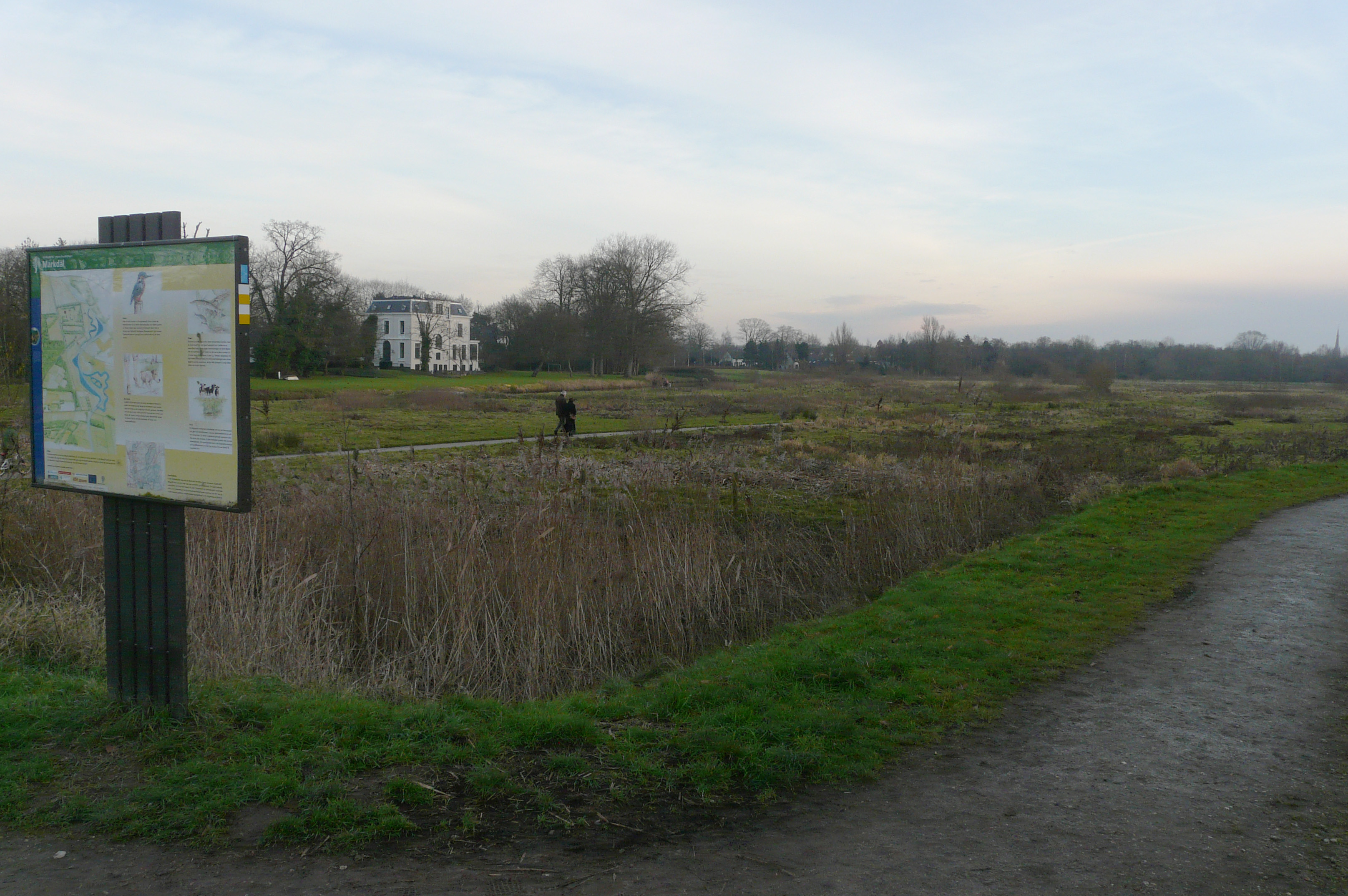
Markdal

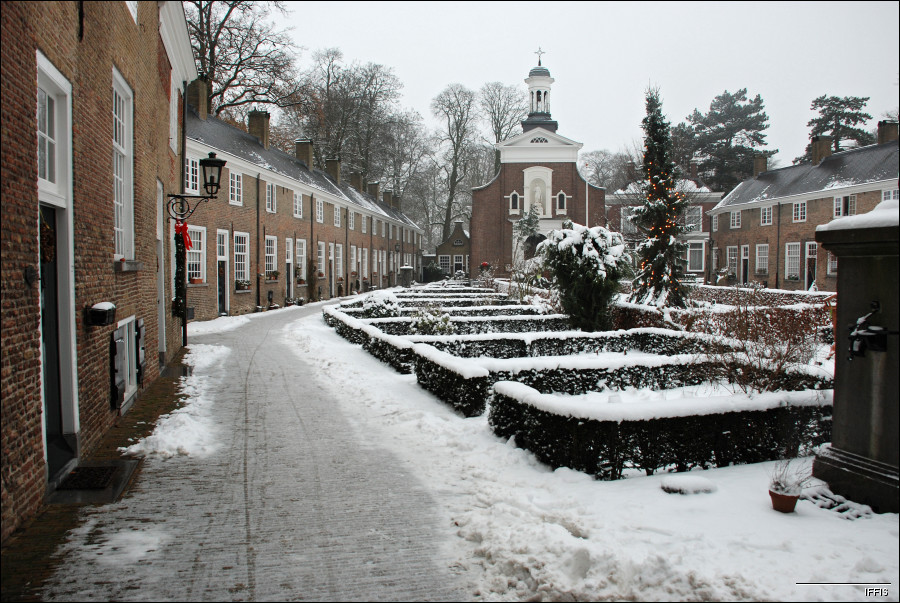
Het Begijnhof

- Lijst van Stolpersteine in Breda
- Lijst van beelden in Breda

### Natuur

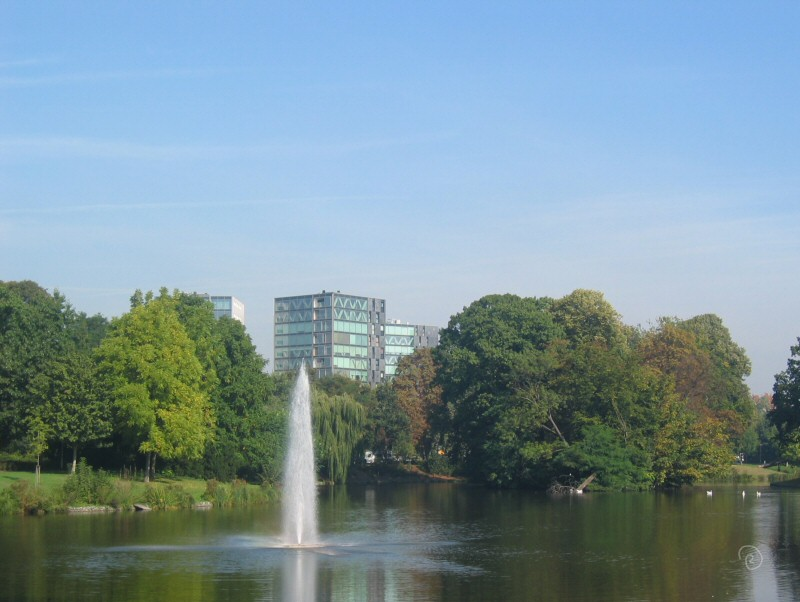
Het Wilhelminapark

De gemeente wordt omgeven door de landschappelijke gebieden De Rith, het Liesbos, het Mastbos, de Teteringse heide, Cadettenkamp, Vrachelse Heide en de Lage Vuchtpolder. Breda is omgeven door bosrijke gebieden, vooral ten zuiden van de stad. Een ander natuurgebied is het Markdal. Het Mastbos is het oudste cultuurbos van Nederland. Het Liesbos bij Princenhage en het Ulvenhoutse Bos doen er niet veel voor onder. Naar het zuidoosten toe loopt het bosgebied over in de Chaamse Bossen en het bos- en vennengebied van Strijbeek. Tezamen heeft dit uitgestrekte geheel van cultuurbossen een aantrekkingskracht op toeristen. In Breda Noord bij de wijk de Asterd ligt het Haagse Beemdenbos en het natuur- en recreatiegebied de Vierde Bergboezem. Bij Dorst ligt nog Boswachterij Dorst. In Breda-Zuid is een Bezoekerscentrum Wolfslaar waar regelmatig tentoonstellingen worden gehouden en is er kinderboerderij Wolfslaar te vinden.

### Media
Het plaatselijke dagblad van Breda is BN DeStem, een regionale krant voor West-Brabant en Zeeland met een Bredaas katern. Daarnaast zijn er de gratis wekelijkse huis-aan-huisbladen als BredaVandaag. Ook zijn er diverse buurt- en wijkbladen zoals het Haagse Beemden Nieuws, Buurtblad de Driesprong, Ons Blad. Tot juli 2020 bestond er eveneens het Stadsblad.
Voorts is er regionale radio en regionale televisie, verzorgd door Omroep Brabant. Deze in Eindhoven gevestigde omroep heeft een dependance aan de Tuinzigtlaan in Breda, maar hiervandaan worden geen aparte uitzendingen verzorgd. Plaatselijk zijn twee lokale omroepen actief. Sinds 1982 Stads RTV Breda, die na het verliezen van de zendvergunning in 2013 alleen op internet uitzendt en sinds april 2013 BredaNu. Vanaf 1998 wordt tijdens carnaval door Baronie TV een marathonuitzending gehouden van de carnavalsactiviteiten in de Baronie van Breda. Tussen 2005 en 2012 was er ook een commerciële tv omroep actief op kanaal 31 (Ziggo), genaamd Brabant10.

## Politiek en bestuur
De burgemeester van Breda is Paul Depla.

### College van burgemeester en wethouders
Het college van burgemeester en wethouders bestaat sinds de raadsverkiezingen van 2022 naast de burgemeester uit drie wethouders van de VVD, (Carla Kranenborg-van Eerd, Boaz Adank en Eddie Förster), twee van GroenLinks (Marike de Nobel en Peter Bakker), en een wethouder elk van de PvdA (Arjen van Drunen) en het CDA (Jeroen Bruijns).

### Gemeenteraad
De gemeenteraad van Breda bestaat uit 39 zetels. De voorzitter van de gemeenteraad is burgemeester Paul Depla (PvdA).
| Gemeenteraadszetels | Gemeenteraadszetels | Gemeenteraadszetels | Gemeenteraadszetels | Gemeenteraadszetels | Gemeenteraadszetels | Gemeenteraadszetels |
| Partij              | 2002                | 2006                | 2010                | 2014                | 2018                | 2022                |
| ------------------- | ------------------- | ------------------- | ------------------- | ------------------- | ------------------- | ------------------- |
| VVD                 | 8                   | 7                   | 9                   | 8                   | 11                  | 10                  |
| D66                 | 2                   | 2                   | 5                   | 8                   | 6                   | 7                   |
| GroenLinks2         | 3                   | 3                   | 4                   | 3                   | 5                   | 5                   |
| CDA                 | 11                  | 8                   | 6                   | 6                   | 6                   | 4                   |
| PvdA2               | 6                   | 11                  | 8                   | 4                   | 4                   | 4                   |
| SP                  | 2                   | 4                   | 3                   | 6                   | 4                   | 2                   |
| Breda Beslist1      | 3                   | 3                   | 2                   | 2                   | 1                   | 2                   |
| PvdD                | -                   | -                   | -                   | -                   | -                   | 2                   |
| 50PLUS              | -                   | -                   | -                   | -                   | 2                   | 1                   |
| LPF Breda           | -                   | -                   | -                   | -                   | -                   | 1                   |
| FVD                 | -                   | -                   | -                   | -                   | -                   | 1                   |
| TON/OPA             | -                   | -                   | 1                   | 1                   | -                   | -                   |
| BOB                 | -                   | -                   | -                   | 1                   | -                   | -                   |
| Leefbaar Breda      | 1                   | 1                   | 1                   | -                   | -                   | -                   |
| Totaal              | 39                  | 39                  | 39                  | 39                  | 39                  | 39                  |
| Opkomst             |                     |                     | 48,09%              | 47,87%              | 50,03%              | 47,45%              |

1: Voorheen Breda'97
2: Vanaf 2025 vormen GroenLinks en PvdA een gezamenlijke fractie

### Millennium Gemeente
Breda is in oktober 2007 de 45e Millennium Gemeente geworden.

### Stedenbanden
Breda heeft jumelages met:
- Vélines (Frankrijk)
- Wrocław (Polen)
- Zakopane (Polen)

Tevens maakt Breda deel uit van de Unie van Oranjesteden:
- Buren (Nederland)
- Diest (België)
- Dillenburg (Duitsland)
- Hoeven (Nederland)
- Orange (Frankrijk)
- Steenbergen (Nederland)

als wel de samenwerkingsverband met Europese Regio's.
- Calais (Frankrijk)
- Kent (Verenigd Koninkrijk)

### Bibliotheken
De Openbare Bibliotheek heeft één hoofdvestiging in het centrum en negen nevenvestigingen.

## Sport
Op zondag 21 augustus 2022 was Breda start- en finishplaats van de derde etappe van de Ronde van Spanje 2022. De gemeente Breda betaalde hiervoor € 950.000.

## Bekende Bredanaars
Een persoon die geboren is in Breda, noemt men een Bredanaar. Bekende Bredanaars in de muziek zijn onder anderen Tijs Verwest (Tiësto), Robbert van de Corput (Hardwell), Cor Fijneman, Corry Brokken, Pierre Kartner, Corry Konings, Robin de Raaff en Dries van Kuijk (Colonel Parker), de manager van Elvis Presley. In de politiek zijn vooral de Bredanaars Hans van Mierlo, Klaas Dijkhoff, en Onno Ruding bekend. In de sport heeft Breda onder meer voetballers Ton Lokhoff, Antoon "Rat" Verlegh, Kees Rijvers, Leo Canjels, Mats Seuntjens, wielrenner Frits Pirard en motorcoureurs Jurgen en Patrick van den Goorbergh voortgebracht. Ook in Breda geboren is Sylvie Meis.